# Abiel Osorio
Abiel Alessio Osorio (Buenos Aires, 13 giugno 2002) è un calciatore argentino, attaccante del Defensa y Justicia.

## Carriera
Cresciuto nel settore giovanile del Vélez Sarsfield, il 23 luglio 2021 firma il primo contratto professionistico con il Fortín, valido fino al 2023; esordisce in prima squadra il 6 marzo 2022, nella partita di Copa de la Liga Profesional pareggiato per 1-1 contro l'Estudiantes. Il 9 maggio seguente segna la prima rete in carriera, in occasione dell'incontro di vinto per 1-2 contro il Colón. Il 22 luglio prolunga per un'ulteriore stagione con il club di Liniers.

## Statistiche

### Presenze e reti nei club
Statistiche aggiornate al 7 maggio 2025.
| Stagione                  | Squadra                   | Campionato                | Campionato | Campionato | Coppe nazionali | Coppe nazionali | Coppe nazionali | Coppe continentali | Coppe continentali | Coppe continentali | Altre coppe | Altre coppe | Altre coppe | Totale | Totale |
| Stagione                  | Squadra                   | Comp                      | Pres       | Reti       | Comp            | Pres            | Reti            | Comp               | Pres               | Reti               | Comp        | Pres        | Reti        | Pres   | Reti   |
| ------------------------- | ------------------------- | ------------------------- | ---------- | ---------- | --------------- | --------------- | --------------- | ------------------ | ------------------ | ------------------ | ----------- | ----------- | ----------- | ------ | ------ |
| 2022                      | Vélez Sarsfield           | PD                        | 25         | 5          | CA+CdL          | 2+3             | 1+1             | CL                 | 10                 | 1                  | -           | -           | -           | 40     | 8      |
| 2023                      | Vélez Sarsfield           | PD                        | 26         | 2          | CA+CdL          | 2+9             | 0               | -                  | -                  | -                  | -           | -           | -           | 37     | 2      |
| gen.-apr. 2024            | Vélez Sarsfield           | -                         | -          | -          | CA+CdL          | 1+8             | 1+1             | -                  | -                  | -                  | -           | -           | -           | 9      | 2      |
| Totale Vélez Sarsfield    | Totale Vélez Sarsfield    | Totale Vélez Sarsfield    | 51         | 7          |                 | 25              | 4               |                    | 10                 | 1                  |             | -           | -           | 86     | 12     |
| lug.-dic. 2024            | Defensa y Justicia        | PD                        | 20         | 4          | CA              | -               | -               | CS                 | -                  | -                  | -           | -           | -           | 20     | 4      |
| 2025                      | Defensa y Justicia        | PD                        | 14         | 2          | CA              | 1               | 0               | CS                 | 4                  | 0                  | -           | -           | -           | 19     | 2      |
| Totale Defensa y Justicia | Totale Defensa y Justicia | Totale Defensa y Justicia | 34         | 6          |                 | 1               | 0               |                    | 4                  | 0                  |             | -           | -           | 39     | 6      |
| Totale carriera           | Totale carriera           | Totale carriera           | 85         | 13         |                 | 26              | 4               |                    | 14                 | 1                  |             | -           | -           | 125    | 18     |